# Ilpenstein

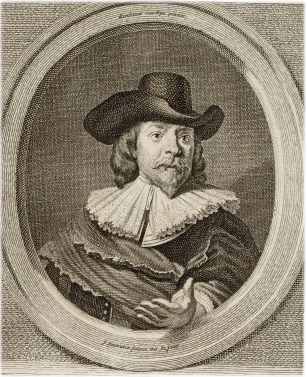
Frans Banning Cocq was tussen 1636 en 1655 kasteelheer van Ilpenstein

Ilpenstein, ook wel het Huis te Ilpendam of Hof te Ilpendam genoemd, was het slot van de vrije en hoge heerlijkheid Purmerland en Ilpendam in Waterland in de Purmer. Het was een van de 19 buitenplaatsen die na de inpoldering in de Purmer gebouwd en alle verdwenen zijn. 

## Geschiedenis van Ilpenstein
Volckert Overlander, burgemeester en schepen van de stad Amsterdam, verkreeg de heerlijkheid van Purmerland en Ilpendam in 1618. Hij liet na het droogmalen van de Purmer in 1622 het kasteel Ilpenstein bouwen op een oude, in het begin van de Tachtigjarige Oorlog opgeworpen, schans. Door de torens en de slotgracht leek het op een burcht, maar het was in feite meer een herenhuis dan een verdedigbaar kasteel. Een der kasteelheren is bekend gebleven: Frans Banninck Cocq, heer van Purmerland en Ilpendam, die als kapitein van de Amsterdamse schutterij door Rembrandt op zijn Nachtwacht werd vereeuwigd. Na het overlijden van Banning Cocq in 1655 (en zijn weduwe in 1678) kwam het kasteel in handen van het Amsterdamse regentengeslacht De Graeff.
In 1662 waren op de bruiloft van Pieter de Graeff en Jacoba Bicker op Ilpenstein de dichter Gerard Brandt en raadspensionaris Johan de Witt aanwezig. Joost van den Vondel bezong dit huwelijk met het gedicht Ter bruiloft van den weledelen heer Peter de Graef, Jongkheer van Zuitpolsbroek en de weledele mejoffer Jakoba Bikker, terwijl zijn collega Jan Vos dit huwelijk met een ander vers bezong, Huwelyk van den Eed. Heer Pieter de Graaf, Iongheer van Zuidt-Polsbroek, En Mejuffer Jakoba Bikker.
De laatste bewoners van slot Ilpenstein waren Christina Elisabeth de Graeff (†1872) en haar man Jacob Gerrit van Garderen (†1856). Enkele bewoners werden begraven in de grafkelders van de Hervormde kerk van Ilpendam. Het kasteel werd in 1872 verkocht en afgebroken. Op de plaats van het kasteel verscheen een boerderij.

### Relikwieën
In het kasteel werd de mantel van Johan de Witt bewaard die hij droeg tijdens de aanslag, op hem gepleegd in de nacht van 21 op 22 juli 1672, waarbij hij met een mes in zijn schouder werd verwond.

### Bewoners van het slot
- Frans Banning Cocq (1605-1655), burgemeester van Amsterdam
- Cornelis de Graeff (1599-1664), Amsterdamse burgemeester en Noord-Nederlandse regent
- Pieter de Graeff (1638-1707), President-bewindhebber van de Vereenigde Oost-Indische Compagnie (VOC)

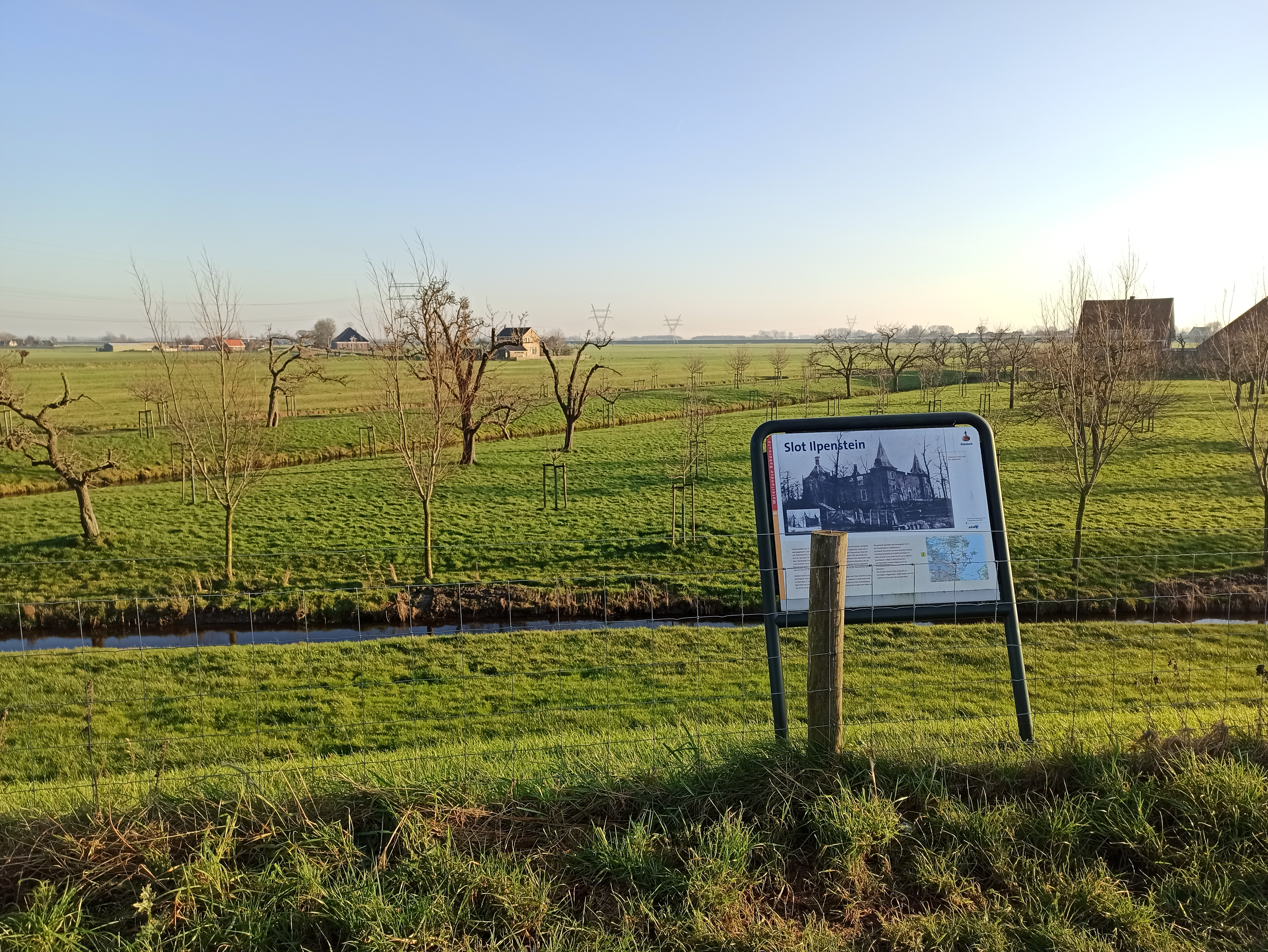
De locatie van Ilpenstein
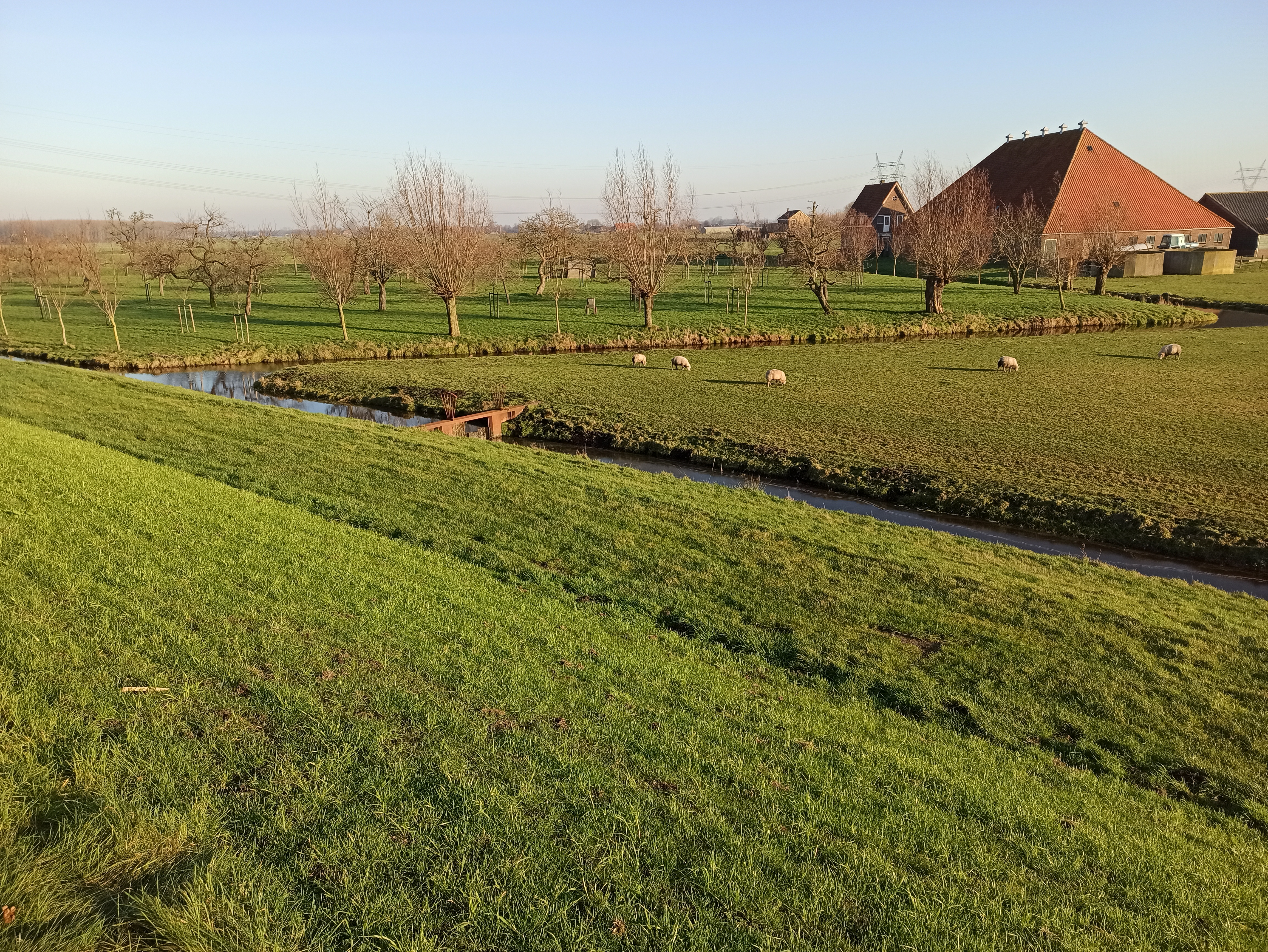